# Carla Ronci
 (septembre 2018).
Si vous disposez d'ouvrages ou d'articles de référence ou si vous connaissez des sites web de qualité traitant du thème abordé ici, merci de compléter l'article en donnant les références utiles à sa vérifiabilité et en les liant à la section « Notes et références ».
Carla Ronci (née dans la paroisse de Torre Pedrera (it) à Rimini le 11 avril 1936 et morte à Rimini le 2 avril 1970) est une Italienne, chrétienne laïque consacrée, déclarée par le Saint-Siège vénérable (venerabilis dei serva), et reconnue comme la « sainte de la Vespa, du sourire et de la joie ».

## Biographie
En tant qu'aînée des enfants du pêcheur Mario Ronci et de sa femme Jolanda Casalboni, elle apprit à grandir dans d'humbles conditions et apprit à l'école élémentaire la profession de couturière. Après d'intenses rencontres avec des sœurs de l'ordre de Sainte-Ursule dans leur communauté et la célébration de l'Année sainte 1950, commença sa conversion spirituelle. Elle s'engagea dans l'apostolat au sein de leur communauté, en particulier avec les enfants et les adolescents, et fut active à plusieurs niveaux dans l'Action catholique italienne. 
Elle approfondit son service laïc avec des vœux privés de chasteté et de pauvreté dans les années 1956 et 1957. Même avec ces vœux, elle était une jeune femme moderne et resta pleinement elle-même - aussi spirituellement - consciente de sa féminité. Le désir d'entrer dans l'ordre des Ursulines devenait de plus en plus fort. Enfin, elle commença le noviciat chez les Ursulines de Gandino à Scanzorosciate dans la région de Bergame. En raison de la pression familiale, surtout de son père, elle arrêta le noviciat après seulement trois mois. Par des relations privées, elle entra en contact avec l'institut séculier Ancelle di Dio Misericordia dans la région de Macerata. Là, elle fit ses vœux officiels et put pratiquer son apostolat dans sa famille et dans sa paroisse de Torre Pedrera.

## Postérité
Par sa vie spirituelle avec ses priorités marquées de l'amour de Jésus, de l'amour du prochain et de la joie, de la mise en valeur de sa féminité et de la promotion de la sanctification des prêtres, elle a été un modèle dans la région.
En raison de son mode de vie moderne (l'appréciation de ses vêtements et de son apparence, son utilisation constante de sa Vespa comme moyen de transport), elle a été rapidement très populaire après sa mort comme la Sainte de la Vespa et la Sainte de la Joie. À seulement 34 ans, malade d'un cancer des poumons, elle décède le 7 avril 1970 à Rimini. Elle est enterrée dans l'église paroissiale de Torre Pedrera.

## Béatification
Très rapidement après la mort de Carla Ronci, fut lancé un appel pour sa béatification. Après l'achèvement de l'étude de sa vie par l'évêque de Rimini, la Congrégation pour la cause des saints accorda, en 1982, son approbation pour la mise en œuvre de son procès de béatification. Selon les recherches effectuées par la Congrégation romaine, le pape Jean-Paul II annonça le 7 juillet 1997 la promulgation du décret de reconnaissance de l'héroïcité des vertus de la vénérable Carla Ronci.

## Littérature
- Carla Ronci, Diario (Journal), Edizione San Paolo, Milano, 2005.
- Carla Ronci, Lettere (Lettres), 3e édition, Editoriale Eco. Recarnati, 1992.
- Graziella Goti, La Ragazza della sciarpa rossa, 1984.
- Ann Balle, Faces of Holiness: Modern Saints in Photos and Words, tome 1, 1998  (ISBN 0-87973-950-9), p. 29.
- Fausto Lanfranchi, Carla Ronci: testimone del Vangelo, 2002  (ISBN 88-315-1923-9). Traduction allemande : Linda Menniger, Gerhard Ucka, Cala Ronci: eine Zeugin des Evangeliums (pdf, 4,3 Mo)
- Fausto Lanfranchi, La vita è meravigliosa, Ponte Edizioni, 2009.